# Rolf Kilian
Rolf Kilian (* 9. Dezember 1956 in Valdivia, Chile; † 20. Mai 2019 im Nationalpark Torres del Paine, Chile) war ein deutscher Wissenschaftler und ehemaliger Kanute.

## Leben
Rolf Kilian wurde 1956 im chilenischen Valdivia geboren. Sein Vater war Biologie-Ordinarius an der Justus-Liebig-Universität, weshalb er mit seinen Eltern nach Wieseck zog. Nach seinem Schulabschluss studierte er an den Universitäten Gießen und Tübingen, wo er im Jahr 1987 – in Mineralogie – auch promovierte. Seine Postdoc-Zeit verbrachte er an den Universitäten Karlsruhe, Freiburg und Heidelberg. Während er zwischen 1992 und 1995 seine Habilitationsschrift verfasste, wurde er 1993 mit dem Hermann-Credner-Preis ausgezeichnet.
Als Jungwissenschaftler sammelte er früh Auslandserfahrung bei Forschungsaufenthalten in Kolumbien, Chile und den USA und beschäftigte sich in dieser Zeit vor allem mit der Genese magmatischer Gesteine und Vulkanologie. Im Jahr 2001 habilitierte Kilian an der Universität Trier, wo ihm 2006 der Titel des außerplanmäßigen Professors verliehen wurde. Neben seiner Arbeit in Trier lehrte er auch an der Universidad de Magellanes in Punta Arenas.
Kilian war in der Klima- und Umweltforschung und dabei auf diversen Feldeinsätzen aktiv. Auf dem Rückweg eines solchen Einsatzes verunglückte er am 20. Mai 2019 im patagonischen Nationalpark Torres del Paine im Alter von 62 Jahren tödlich.

## Kanusport
Rolf Kilian war ein erfolgreicher Kanu-Sportler. Er startete erst für den SKC Gießen, später für den Kajak Club Düsseldorf. Neben mehreren deutschen Meisterschaften im Kajak-Zweier war er vor allem im Wildwasser erfolgreich. So konnte er bei den Wildwasser-Weltmeisterschaften 1985 den Titel mit der Mannschaft holen und wurde 1987 Vizeweltmeister im Einzel. Auch bei Europameisterschaften errang er eine Reihe von Titeln.